# 27413 Ambruster
27413 Ambruster este un asteroid din centura principală de asteroizi.

## Descriere
27413 Ambruster este un asteroid din centura principală de asteroizi. A fost descoperit pe 11 martie 2000 în cadrul proiectului CSS. Asteroidul prezintă o orbită caracterizată de o semiaxă mare de 2,30 ua, o excentricitate de 0,11 și o înclinație de 12,0° în raport cu ecliptica.